# Günther-gekkó
A Günther-gekkó (Phelsuma guentheri) a gyíkok (Sauria) alrendjében a valódi gekkók (Gekkoninae) alcsaládjához tartozó gyíkfaj.

## Előfordulása
A Mauritiushoz tartozó Kerek-szigeten honos.

## Megjelenése
A Günther-gekkó a legnagyobb nappali gekkófaj, testhossza 30 cm.

## Életmódja
A Günther-gekkó a pálmafákon tanyázik, közülük a palack pálma és a Pandanus. Tápláléka rovarok és nektár.

## Szaporodása
A nőstény négy pár tojást rak. A kisgyíkok 58-104 nap alatt fejlődnek ki. A kisgyíkok testhossza mindössze 75 mm.

## Természetvédelmi állapota
A faj veszélyeztetett, a világon két állatkertben folynak tenyésztési programok: a Durrell Wildlife Conservation Trust és a Jersey Zoological Park. Hazánkban sehol sem tartják.